# Realengo (Río de Janeiro)
Realengo es un barrio de clase media localizado en la zona oeste de la ciudad de Río de Janeiro, en Brasil, correspondiente a la subprefectura Grande Bangu, región administrativa XXXIII R.A.Realengo.
Su Índice de Desarrollo Social (IDS) en el año 2000 era de 0,802 y su Índice General de 0,545, ocupando así el lugar 116.º entre las 158 regiones analizadas de la ciudad de Río de Janeiro.

## Historia
Su delimitación actual fue establecida por el decreto número 3 158 del 23 de julio de 1981, que lo definió en un área de 2.605,42 hectáreas.
Pertenece a la Quinta Área de Planeamiento, y corresponde a la XXXIII región administrativa de la ciudad de Río de Janeiro, la que también engloba los barrios de Deodoro, Jardim Sulacap, Vila Militar, Magalhães Bastos, y Campo dos Afonsos. Usualmente allí se presentan las temperaturas más altas de la ciudad, aunque por su parte, las noches de invierno suelen ser bastante frías dada su proximidad con las sierras.

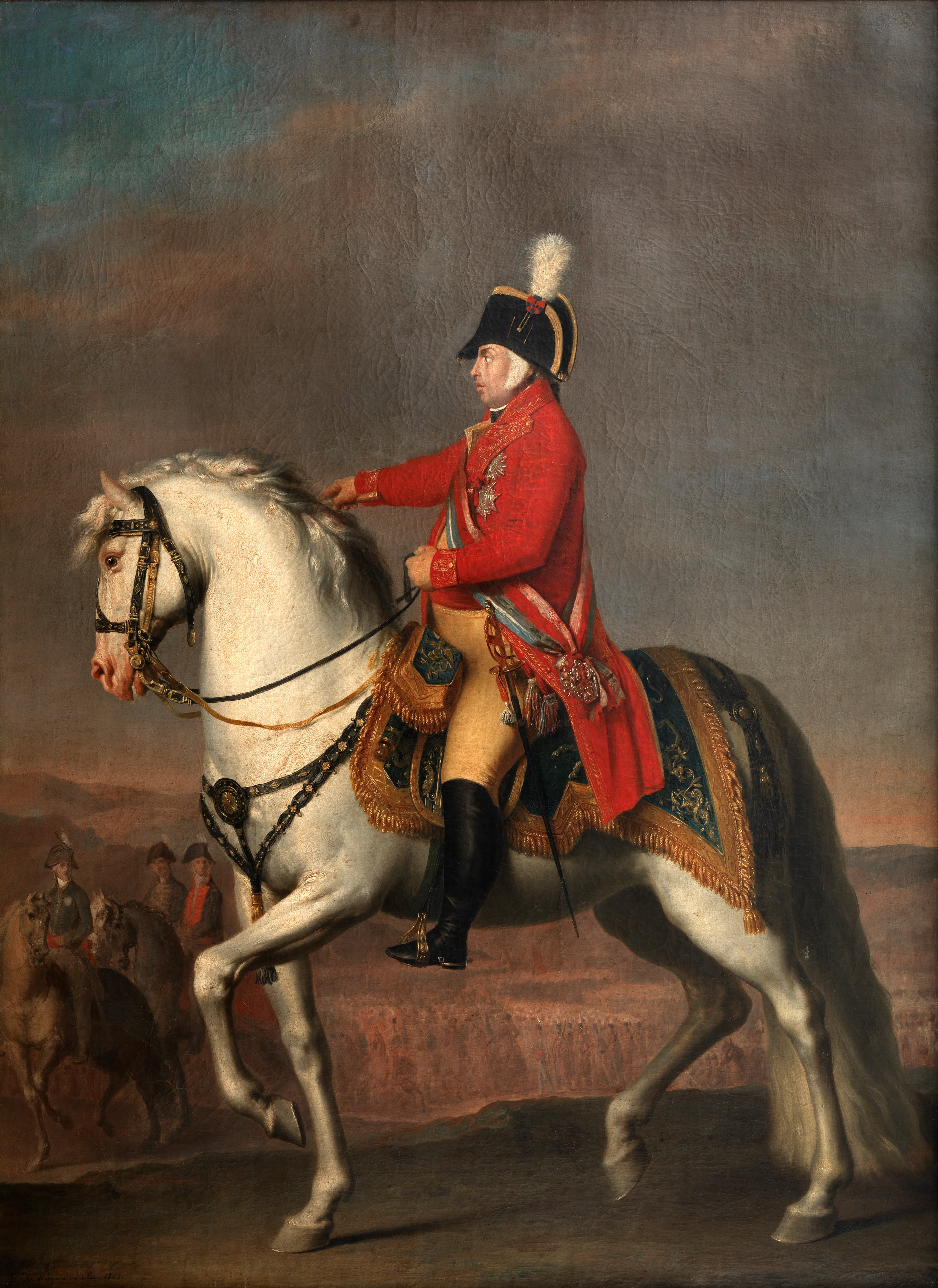
El príncipe regente Dom João pasando revista a las tropas en Azambuja, por el artista Domingos Sequeira (1803).

Hay varias teorías que explican el nombre del barrio: una de ellas establece una relación con la denominación de la región en el período imperial, la cual era terras realengas de Campo Grande, término derivado del alemán realenga que señalaba todo lo que quedaba lejos del poder real; no obstante, otra versión establece un vínculo con la denominación Real Engenho o Real Engº, pues en determinado momento carteles con esta inscripción eran comunes en la zona asociados a líneas de transmisión eléctrica y a teleféricos, y que con el pasar del tiempo, popularmente se abrevió y deformó generando así Realengo.
Las denominadas Terras Realengas tuvieron su origen, según algunos historiadores, en la carta régia del 27 de junio de 1814, a través de la cual Dom João aún príncipe, concedió en sesmaría al Senado de la Câmara de Río de Janeiro, los terrenos situados en Campo Grande llamados de realengo, porque surgieron de la conquista territorial en oportunidad del descubrimiento del país.

## Geografía
Realengo limita con los barrios de Bangu, Padre Miguel, Senador Camará, Jacarepaguá, Taquara, Magalhães Bastos, Vila Militar y Jardim Sulacap en la Zona Oeste de Rio, y Ricardo de Albuquerque y Parque Anchieta en la Zona Norte y el municipio de Nilópolis en Baixada. Fluminense.
En la zona verde de Realengo aún quedan restos de Mata Atlántica conservados en zonas militares, montes y campos baldíos. El 17 de octubre de 2009, el gobernador Sérgio Cabral inauguró la subsede Piraquara del Parque Estatal Pedra Branca, en la llamada Serra do Barata, donde estaba ubicada la finca de la familia Fernandes Barata, con un costo de 786.000 reales. Según un estudio del Instituto Pereira Passos, el barrio cuenta con 52 plazas públicas para algún tipo de ocio o celebración.